# Besaia tamurensis
Besaia tamurensis är en fjärilsart som beskrevs av Nakamura 1974. Besaia tamurensis ingår i släktet Besaia och familjen tandspinnare. Inga underarter finns listade i Catalogue of Life.